# Vallclara
Vallclara es una localidad española de la comarca catalana de la Cuenca de Barberá (Tarragona). Cuenta con una población de 89 habitantes (INE 2024). 

## Historia
Aunque no existe ningún documento histórico que lo sustente, se cree que el nombre procede de una desviación de Bíclarum. Joan de Bíclarum fue el fundador de un monasterio visigótico en el siglo XII, que más tarde pasó a manos del monasterio de Poblet. 
En 1349, Berenguer de Jorba reclamó sus derechos sobre el pueblo y asaltó con sus hombres el lugar. Para evitar problemas mayores, el rey Pedro III de Aragón pidió al veguer de Montblanch que se quedara en el lugar hasta que de Jorba no compensara económicamente a Poblet por los daños ocasionados. Finalmente, Berenguer vendió sus posesiones en la zona al cenobio que quedó en posesión del lugar hasta el fin de las señorías.

## Geografía humana

### Demografía
Cuenta con una población de 89 habitantes (INE 2024).
| Gráfica de evolución demográfica de Vallclara entre 1842 y 2021                                                                                               |
| |
| Población de derecho según los censos de población del INE Población de hecho según los censos de población del INEEn este censo se denominaba Valldara: 1842 |

### Economía
Hay muy poca agricultura, dedicada especialmente a la viña, los cereales y los olivos.

## Cultura
En el pueblo aún pueden verse restos del antiguo castillo del señor de Jorba. Quedan en pie algunos fragmentos de los muros, así como parte de la portalada. Las piedras que lo conformaban se utilizaron para construir algunas de las casas de la población. La iglesia parroquial está dedicada a San Juan el Bautista. Es de estilo barroco, con un altar neoclásico. Fue construida entre finales del siglo XVII y principios del XVIII. Su antigua escuela constituye hoy en día la Casa Consistorial, con las piscinas ubicadas en el viejo patio de juegos infantiles.
La fiesta mayor de Vallclara se celebra durante la cuarta semana del mes de agosto.